# 製造に関する記事一覧
製造に関する記事一覧（せいぞうにかんするきじいちらん）は、おもに製造業や建設業など第二次産業の大半を占める工業分野において用いられている手法の名称を、大まかな部門ごとに一覧としたものである。なお、標題の「製造」は製造工程（英: manufacturing）の意味ではなく「ものづくり」（英: production）の全般を意味する。

## 製造および製造システム
- 製造（manufacturing）
- 生産技術（Industrial engineering）
- 工場（Factory）
- コンビナート
- Craft System
- English System of manufacturing
- American System of manufacturing
- 大量生産（Mass production）
- 個別受注生産
- 混流生産
- トヨタ生産方式（Toyota Production System）
  - ジャストインタイム生産システム(JIT)（Just in time manufacturing）
  - カンバン（Kanban）
  - 改善（Kaizen）
- リーン生産方式（Lean manufacturing）
- CAM（Computer aided manufacturing）
- マス・カスタマイゼーション（Mass customization）
- セル生産方式
- ミルクラン
- ライセンス生産
- ノックダウン生産

## 製造理論
- テイラー・システム (Taylorism)
- フォード型生産様式（Fordism）
- 科学的管理法（Scientific management）

## 製品
- 生産性
  - ロット（lot size and run length）
  - スケジューリング（scheduling and queuing theory）
  - オペレーションズリサーチ（operations research）
  - experience curve effects

## 技術
- 生産工学
  - Industrial and manufacturing engineering
  - リバースエンジニアリング（reverse engineering）
  - VE（value engineering）

## 工学
- 生産技術
  - 組立ライン一貫作業工程（Assembly line）
  - 産業ロボット（Industrial robot）
  - CAM（en:CAM）
  - CIM（Computer integrated manufacturing）
  - NC加工（Numerically controlled）
  - CNC（CNC）
  - Fieldbus control systems
  - プログラマブルロジックコントローラ（PLC）
  - 油圧制御技術
  - 空圧制御技術

## 管理
- PDCAサイクル - Plan（計画）→Do（実行）→Check（評価）→Act（改善） という管理サイクル
- 生産管理(Production management)
  - 生産計画(Production planning)
    - 市場調査(Marketing research)
    - 製品計画(product planning)
    - 製品管理(Product management)

  - 工程管理(Production control)
    - 工程計画(routing)
    - 日程計画(scheduling)
- 品質管理(Quality control)
  - 品質(quality)
  - TQC（統合的品質管理、Total Quality Control）
  - TQM（総合的品質管理、Total Quality Management）
  - シックス・シグマ(Six Sigma)
  - リーンシックスシグマ(Lean Six Sigma)
- 安全衛生管理(safety and health management)
- 環境管理（environment management)
- 人事管理(personnel management)

- 在庫管理(Inventory management)
  - 経済的発注量(EOQ)
  - ジャストインタイム生産システム(just in time)
  - 制約条件の理論(TOC)

## 設計
- 製品設計
  - ラピッドプロトタイピング（Rapid prototyping）
  - CAD（Computer-aided_design）
  - 商品開発（New product development）
  - CAE（Computer-aided_engineering）

## 関連人物
- ジャン＝ロドルフ・ペロネ (Jean-Rodolphe Perronet, 1708-1794) - 作業時間設定の実践
- チャールズ・バベッジ (Charles Babbage, 1791-1871) - 同上
- アンリ・ファヨール (Henri Fayol, 1841-1925) - 管理原則の父
- フレデリック・テイラー (Frederick Winslow Taylor, 1856-1915) - 科学的管理法を考案
- ヘンリー・ガント (Henry Gantt, 1861-1919) - ガントチャートを考案
- フランク・ギルブレス (Frank Bunker Gilbreth, 1868-1924) - サーブリッグを考案
- リリアン・ギルブレス (Lillian Moller Gilbreth, 1878-1972) - 同上
- ハーバート・ハインリッヒ (Herbert William Heinrich, 1886-1962) - ハインリッヒの法則を発見
- ロナルド・フィッシャー (Ronald Fisher, 1890-1962) - 実験計画法を開発
- ウォルター・シューハート (Walter A. Shewhart, 1891-1967) - 品質管理やPDCAサイクルを提唱
- エドワーズ・デミング (W. Edwards Deming, 1900-1993) - 同上（シューハートの弟子）